# Sweetbox
A Sweetbox egy zenei projekt, melyet GEO, azaz Roberto Rosan producer-zeneszerző és Heiko Schmidt producer alapított. Az évek folyamán több énekesnő is váltotta egymást a csapat élén. Az első nagyobb sikert Tina Harris közreműködésével érték el, az Everything’s Gonna Be Alright című számmal. Őt Jade Villalon követte, aki hét évig állt a csapat élén, majd Jamie Pineda, aki öt évig. Jelenlegi frontembereik Miho Fukuhara és Logiq Pryce.
Zenéjükre jellemző, hogy több stílus keveréke, a klasszikus zenétől a rapig rengeteg stílusjegy megtalálható benne. Különösen a Távol-Keleten népszerű.

## Története

### A kezdetek
A Sweetbox-projektet 1995-ben hozta létre GEO. Az ezt követő két évben háromszor is cserélődött az énekesnő – az első kettőnek, Kimberley Kearneynek, illetve Dacia Bridgesnek csak kislemezei jelentek meg. 1997-ben Tina Harris vette át Bridges helyét, és nagy sikert aratott Everything’s Gonna Be Alright című dalával és Sweetbox című albumával. Harris a következő évben kilépett a Sweetboxból, és saját nevén folytatta zenei karrierjét.

### Jade
Egy évvel Harris távozása után GEO találkozott a filippínó származású amerikai énekesnővel, Jade Villalonnal, és a Sweetbox újraalakult. A zenei stílus a korábbi hiphop- és R&B-irányból a pop felé tolódott el, de továbbra is megmaradt az a jellegzetességük, hogy több számnak komolyzenei alapja van. 2001-től 11 albumuk jelent meg, ebből öt stúdióalbum – Classified, Jade, Adagio, After the Lights, Addicted –, két válogatásalbum, egy koncertalbum, egy remixalbum, egy demókat és az előző lemezekről kihagyott számokat tartalmazó album és egy akusztikus album.
2007-ben Jade is kilépett a Sweetbox-projektből, és Jade Valerie néven énekel tovább. Novemberben Heiko Schmidt producer bejelentette, hogy új énekesnőt találtak, és 2008-ban megjelenik a következő album. Roberto „Geo” Rosan zeneszerző úgy döntött, ő is elhagyja a Sweetboxot és Jade-del dolgozik tovább, nem a Sweetbox új énekesnőjével, Jamie Pinedával.

### Megújulás
2013-ban új énekesek érkeztek a Sweetboxba Miho Fukuhara énekesnő és LogiQ Pryce énekes/rapper személyében. 2013. június 24-én debütált az új felállás első slágere, a #Zeitgeist21. Ez az album címe is. A régi hangzásvilággal ellentétben az új formáció már csak nyomokban képviseli a klasszikus zenei elemeket.
A Sweetbox 2006-től kezdve már nem német székhelyű; Los Angelesben készülnek a dalok és a videók is. 2013 augusztusában jelent meg a Nothing Can Keep Me From You (Ain't No Mountain) című dal.

## Diszkográfia
Stúdióalbumok
- Sweetbox (Tina; 1998)
- Classified (Jade; 2001)
- Jade (Jade; 2002)
- Adagio (Jade; 2004)
- After the Lights (Jade; 2004)
- Addicted (Jade; 2006)
- The Next Generation (Jamie; 2009)
- Diamond Veil (Jamie; 2011)
- #Zeitgeist21 (Miho & LogiQ; 2013)
- Da Capo (Jade; 2020)